# أدرفركال
أَدْرَفِرْكَال هي ناحية تاريخيَّة تقع في المغرب الأقصى ضمن أرض البربر، وتُشرف على المحيط الأطلسي. ذكرها الرَّحالة ياقوت الحموي في معجمه، وذكرها من أعمال أغمات.

## الموقع والجغرافيا
وصف الرَّحالة ياقوت الحموي (1178–1229م) موقع أدرفركال بالنسبة للمناطق المجاورة لها على النحو التالي:
- تقع وراءها (باتجاه الجنوب أو أبعد) منطقة السوس الأقصى.
- يحدها من الغرب رباط ماسة الواقع مباشرة على ساحل المحيط الأطلسي.
- تجاورها من الجنوب منطقة تُعرف باسم "المَطَّة".
- تقع شرقها منطقة "نَامْدَلَت"، وتليها منطقة "شرقي السوس".
- ذكر الحموي أيضًا أن سجلماسة تقع شرقًا على نفس سمتها.

### فهرس المنشورات
1. 1 2  الحموي (1977)، ج. 1، ص. 125.

### معلومات المنشورات كاملة
الكتب مرتبة حسب تاريخ النشر
- ياقوت الحموي (1977)، معجم البلدان (ط. 1)، بيروت: دار صادر، OCLC:1014032934، QID:Q114913343